# Gianni Pieropan
Gianni Pieropan (Vicenza, 3 agosto 1914 – Vicenza, 25 luglio 2000) è stato uno storico, scrittore e alpinista italiano, tra i più autorevoli studiosi della prima guerra mondiale sul fronte italiano.

## Biografia
Nacque nel quartiere di Santa Lucia a Vicenza, nel periodo dello scoppio della Grande Guerra, evento che poi caratterizzerà la sua vita di storiografo e alpinista. Visse un’infanzia difficile a causa dell’improvvisa morte della mamma e delle difficoltà del padre a trovare un lavoro, dopo la guerra. Durante la frequentazione della scuola elementare al Patronato Leone XIII, nacquero le prime amicizie tra cui: Mariano Rumor, Giulio Bedeschi, Giorgio Oliva, con i quali iniziò le prime escursioni in montagna. Alla morte del padre venne accolto dalla famiglia di un amico e compagno di scuola, Alberto Martini, con cui consolidò una grande amicizia. Grazie alla scoperta della bicicletta si aprì ancor più la strada per i monti: il ciclo-alpinismo in Pasubio, negli Altopiani vicentini e trentini, ma anche in Dolomiti. L’incontro, nel 1937, con una figura carismatica e di primo piano dell’alpinismo vicentino, Toni Gobbi, favorì la crescita della sua esperienza alpinistica che in quegli anni fu densa.
Nel 1940 venne richiamato alle armi e inviato in Albania con il grado di Sergente, destinato alla maggiorità: tra i molti incarichi ebbe quello dei rilevamenti grafici delle zone operative, esperienza che migliorò le sue capacità tecniche per i particolarissimi disegni topografici con cui arricchì le sue pubblicazioni.
Nel dopoguerra si sposò, quindi riprese l’attività in montagna che proseguì per circa un ventennio con le varie associazioni di cui fece parte, con l’organizzazione delle settimane alpinistiche e l’accompagnamento di comitive e scolaresche sui sentieri storici dei monti vicentini.

### Scrittore

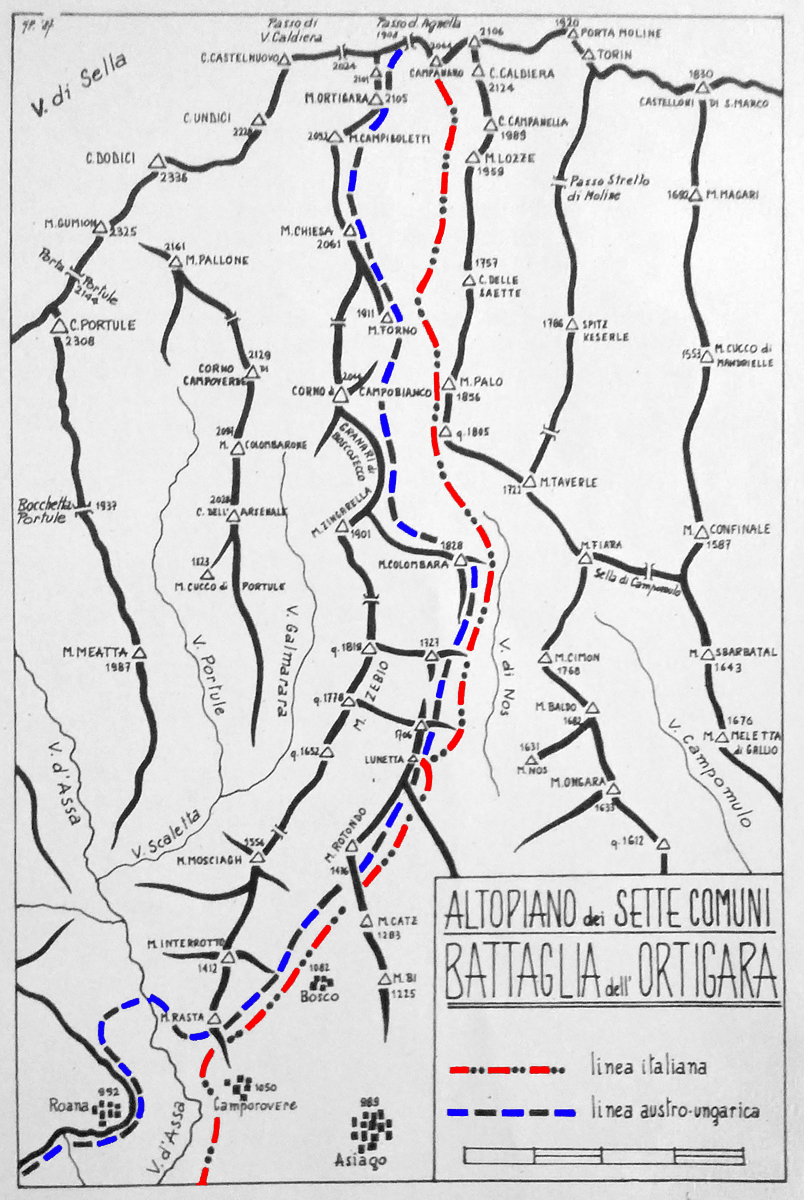
Disegno tratto dal testo 1914-1918. Storia della grande guerra sul fronte italiano

Dalla metà degli anni Cinquanta iniziarono a uscire le sue prime pubblicazioni, con un alternarsi di articoli, relazioni, guide escursionistiche, pubblicazioni storiche: pubblicò una ventina di libri sulla Grande Guerra, altrettante guide storico-escursionistiche, una decina di pubblicazioni di vario genere, numerosi scritti, monografie, studi, recensioni apparsi su giornali, rassegne, riviste o numeri unici.
Quasi tutte le sue opere, ma specialmente quelle storiche come “Ortigara 1917” e “1916, le Montagne scottano”, furono oggetto di più ristampe. Anche nelle guide - culminate nella edizione del C.A.I. - T.C.I. “Piccole Dolomiti e Monte Pasubio” - il filo conduttore è sempre stato la conoscenza e la ricerca assidua: ripercorrere gli itinerari, descriverne i cambiamenti, ricercare le origini e la giusta dizione dei toponimi. In quegli anni, fu uno dei soli tre storici europei ad avere accesso all’archivio militare austro-ungarico presso il Kriegsarchiv di Vienna. Negli anni Ottanta l’emittente Telealtoveneto realizzò, con il giornalista Giorgio D’Ausilio, una preziosa serie di documentari televisivi intitolati “Itinerari storici nelle Prealpi venete”.
Fu anche precursore dei tempi: già negli anni Sessanta del 1900 auspicava iniziative per tutelare il patrimonio storico della Grande Guerra, come ad esempio il “progetto Monte Ortigara”. Nell’estate del 1990, pochi mesi prima di essere colpito dall’ictus fatale che lo immobilizzò irrimediabilmente, accompagnò una commissione militare della NATO a Caporetto e sul fronte dell’Isonzo; il Colonnello inglese a capo della commissione, entusiasmato dalla talmente ricca e particolareggiata descrizione fatta, si rivolse a Pieropan con queste parole: «So che lei combatté come sergente durante l’ultima guerra… e mai avrei creduto di ascoltare da un semplice graduato una descrizione così precisa e così dettagliata degli avvenimenti di questo fronte, completa di dettagli noti solo agli ufficiali superiori o a pochissimi storiografi; in segno di riconoscenza la “promuovo sul campo” e le faccio dono delle mie mostrine».
Il 25 luglio 2000, dopo dieci anni di immobilità, muore.

## Premio Gianni Pieropan
Dal 2015 il premio viene conferito a persone che si sono distinte nelle ricerche storiche sulla Grande Guerra.

## Opere

### Saggi storici
- 1915: obiettivo Trento, ed. Mursia 1982 ISBN 9788842539650
- Ortigara 1917. Il sacrificio della 6ª Armata, ed. Mursia 1974 ISBN 9788842522294
- 1916 Le montagne scottano, ed. Tamari 1968 e Mursia 1987 ISBN 9788842527947
- 1914-1918. Storia della grande guerra sul fronte italiano, ed. Mursia 1988 ISBN 9788842544081
- Ortigara 1917. Dalla parte degli austriaci, ed. Arcana 1974 e Mursia 1988 ISBN 9788842522294
- Monte Cengio. Guida a un campo di battaglia, ed. Rossato 1986
- Monte Grappa. Guida breve a un campo di battaglia, ed. Rossato 1988
- Monte Ortigara. Guida a un campo di battaglia, ed. Rossato 1978
- Di qui non si passa (a cura di G. Pieropan), quaderno fotografico del Pasubio, ed. Comune di Schio, 1968
- La Grande Guerra sulle Prealpi vicentina, ed. Comitato Cinquantenario Vittoria, E.P.T. Vicenza 1968
- Appunti per una storia del 71º Reggimento Fanteria “Puglie”, ed. Comitato Reduci 71º Fanteria, Vicenza-Sacile 1971
- La Grande Guerra sul Pasubio - a cura di G. Pieropan, versione italiana di DIE PASUBIO KAMPFE del Gen. Viktor Schemfil, Bregenz, 1937 - ed. Ghedina, 1978 poi Mursia, 1985
- Lo sfondamento dell'Isonzo - a cura di G. Pieropan, versione italiana di DURCHBRUCH AM ISONZO del Gen. Konrad Krafft von Dellmensingen (Berlino ‘26/’28), ed. Arcana, 1981, poi Mursia 1988
- Battaglie della Grande Guerra sulle Prealpi venete (con F. Brunello), ed. Rossato 1983 e 1989
- 1916: manco un soffio, diario inedito della Strafexpedition del Col. Karl Schneller con un saggio introduttivo di G. Pieropan, ed. Mursia, 1984 e poi 2ª ed. Mursia, 1988
- I Bersaglieri sui monti vicentini (con A. Kozlovic), ed. Ass. Naz. Bersaglieri, Vicenza 1986
- Ritratto di Vicenza e della terra vicentina nella Grande Guerra, in Vicenza e i suoi caduti, ed. Comune Vicenza, 1988
- Il Generale Giuseppe Vaccari, ed. Comune di Montebello Vic., 1989
- Il Feldmaresciallo Franz Konrad von Hoetzendorf, di Peter Fiala, trad. di Giorgio Pasetto, a cura e con schizzi di G. Pieropan, ed. Rossato, Valdagno 1990
- Brani dal diario di un ragazzo del 78º Fanteria, a cura di G. Pieropan, Tip. degli Operai, Vicenza 1990
- La montagna brucia. La Grande Guerra in terra vicentina (a cura di F. Pepe e M. Passarin), riedizione degli scritti apparsi su La Rivista della Provincia di Vicenza negli anni 1982-1990, edizione Provincia di Vicenza 1998

### Guide
- Guida alle fortezze degli altipiani (Folgaria, Lavarone, Vezzena, Asiago, Prealpi venete), ed. Rossato 1982
- Monte Pasubio. Guida alla zona sacra. Itinerari, ambiente, storia, ed. Rossato 1990
- Il Pasubio e le sue valli, scritto assieme a Gianni Conforto e Claudio Gattera, ed. Rossato 1986
- La Strada delle Gallerie (Pasubio), ed. Ghedina, Cortina, 1978
- La strada delle 52 gallerie (del monte Pasubio) e sentiero attrezzato G. Falcipieri, ed. Rossato
- Piccole Dolomiti Pasubio, edito da Club Alpino Italiano e Touring Club Italiano, collana Guida dei Monti d'Italia, Milano 1978.
- La Sisilla, ed. CAI Vicenza, 1982
- Guida alle Piccole Dolomiti (con Luca Baldi), ed. Panorama Trento, 1986, 2ª ed. 1988
- Guida al Monte Pasubio (con Luca Baldi), ed. Panorama Trento, 1987, 3ª ed. 1990
- Dal Brennero alla sella di Dobbiaco, Ed. Comitato Coordinamento CAI Alto Adige, 1953
- Alpinismo sciistico sull'Altopiano di Asiago, monografia in Le Alpi Venete, 1954
- Itinerari della Grande Guerra dal Pasubio al Grappa, ed. Provincia di Vicenza 1989, 2ª ed. 1990
- Il Sengio Alto, ed. Le Alpi Venete, 1955
- Le Piccole Dolomiti, estratto da Rivista Mensile CAI 1958
- Origini del turismo sulle Prealpi vicentine, ed. CAI Vicenza, 1974
- Pasubio (con Gino Barioli), ed. Fondazione 3 Novembre 1918, Vicenza 1976
- Storia dell'alpinismo nelle Piccole Dolomiti, ed. Cassa di Risparmio di Verona Vicenza Belluno e Ancona 1977

### Narrativa e varie
- Due soldi di alpinismo, ed. Tamari Bologna 1970; riedizione a cura di Andrea Carta, GM Vicenza 1999
- Ricordo di Toni Gobbi (con Q. Gleria), edizione Neri Pozza, Vicenza 1972
- Monte Pasubio, album fotografico di M. Zuliani, 1924, rifacimento di G. Pieropan, ed. Cassa Risparmio Verona Vicenza Belluno e Ancona, 1990
- Alpini a Breganze (con. V. Scapin e C. Geminiani), ed. ANA Breganze, 1983
- Giovanni Spagnolli in A.A.V.V.: la figura alpinistica di Spagnolli, ed. Reverdito, Trento, 1990
- Oltre a numerosissimi scritti, monografie, studi, recensioni apparsi sui giornali quotidiani, rassegne, settimanali, riviste o numeri unici a carattere alpinistico, storico e in chiave narrativa. In particolare sulla rassegna Le alpi venete, sulla Rivista del C.A.I., sulla Rivista di vita alpina della Giovane Montagna e su molti quotidiani quali l’Arena di Verona, Il Giornale di Vicenza, la Tribuna di Padova ed il Gazzettino.